# Mike Peters (auteur)
Pour les articles homonymes, voir Mike Peters et Peters.
 (juillet 2017).
Si vous disposez d'ouvrages ou d'articles de référence ou si vous connaissez des sites web de qualité traitant du thème abordé ici, merci de compléter l'article en donnant les références utiles à sa vérifiabilité et en les liant à la section « Notes et références ».
Mike Peters est un auteur de bande dessinée américain, né le 9 octobre 1943 à Saint-Louis, dans le Missouri.

## Biographie

### Jeunesse
Mike Peters est né le 9 octobre 1943 à Saint Louis aux États-Unis. Il y fait ses études et reçoit en 1961 un diplôme du lycée chrétien des frères Christian (Christian Brothers College High School). Il obtient un diplôme des Beaux Arts de l'université de Washington en 1965 avant de faire ses classes dans l'équipe de Chicago Daily News. À partir de 1966, il effectue deux ans de service dans l'armée des États-Unis. Après son service militaire, il retourne au Chicago Daily News avant de rejoindre le Dayton Daily News en 1969.

### La bande dessinée
Il multiplie alors les caricatures politiques régulièrement publiées par de nombreux journaux avant d'être exposées dans des galeries. Il imagine également une série de dessins animés, diffusés à la télévision juste avant les informations. Il finit par obtenir le prix Pulitzer dans sa spécialité.
En 1985, il crée Grimmy au succès quasi immédiat. Cette série, classée parmi les premiers strips comiques, est aujourd'hui[Quand ?] publiée aux États-Unis par plus de huit cents journaux, parmi lesquels le New York Daily News, le Washington Post et le Los Angeles Herald Examiner.

### Vie personnelle
Mike Peters vit aujourd'hui[Quand ?] à Sarosotra, en Floride, en compagnie de sa femme Marian et de ses trois filles, Marci, Tracy et Molly.

## Le café colombien
Dans une planche publiée le 2 janvier 2009, Mike Peters opère un rapprochement humoristique entre le café de Colombie, la violence dans le pays et le personnage de Juan Valdez, qui a servi de faire-valoir publicitaire à la fédération nationale de producteurs de café colombiens. Les producteurs se sont insurgés contre ce rapprochement humiliant et ont attaqué Peters en justice.

## Prix obtenus
- 1981 : Prix Pulitzer du dessin de presse
- 1983 : Prix du dessin de presse de la National Cartoonists Society pour ses travaux dans le Dayton Daily News
- 1984 : Prix du dessin de presse de la NCS pour ses travaux dans le Dayton Daily News
- 1988 : Prix Elzie Segar de la NCS pour l'ensemble de son œuvre
- 1992 : Prix Reuben pour Grimmy
- 2011 : le National Headliner Award dans la catégorie Editorial Cartooning pour son travail en 2010.
- 2018 : Prix du comic strip de la NCS pour Grimmy